# Tanakia
Tanakia is een geslacht van straalvinnige vissen uit de familie van eigenlijke karpers (Cyprinidae).

## Soorten
- Tanakia himantegus (Günther, 1868)
- Tanakia lanceolata (Temminck & Schlegel, 1846)
- Tanakia limbata (Temminck & Schlegel, 1846)
- Tanakia shimazui (Tanaka, 1908)
- Tanakia tanago (Tanaka, 1909)